# Eva Rueber-Staier
 (mai 2014).
Si vous disposez d'ouvrages ou d'articles de référence ou si vous connaissez des sites web de qualité traitant du thème abordé ici, merci de compléter l'article en donnant les références utiles à sa vérifiabilité et en les liant à la section « Notes et références ».
 (octobre 2021).
Eva Rueber-Staier, née en 1951 à Bruck en Autriche, est une actrice et mannequin autrichienne.

## Biographie
Eva Rueber-Staier a remporté le titre de Miss Autriche 1968 et de Miss Monde 1969. 
Elle a joué un rôle de James Bond girl dans L'Espion qui m'aimait, Rien que pour vos yeux et Octopussy.

## Filmographie
- 1969 : Les Contes de Grimm pour grandes personnes
- 1976 : The Slipper and the Rose: The Story of Cinderella
- 1977 : L'Espion qui m'aimait
- 1981 : Rien que pour vos yeux
- 1983 : Octopussy